# Zaszlachom
Zaszlachom (ukr. Зашляхом) – wieś na Ukrainie, w obwodzie tarnopolskim, w rejonie krzemienieckim. W 2001 roku liczyła 53 mieszkańców.
Wieś powstała z wsi Balandowa, Kniażyn i Okopa. Za II RP nazywała się Wola Wilsona
Do 2020 w rejonie zbaraskim.